# Zapote de Cestau
Zapote de Cestau es una localidad del estado mexicano de Guanajuato. Es parte del municipio de Pénjamo.

## Demografía
| Gráfica de evolución demográfica |
|                                  |

| Censo | Población |
| ----- | --------- |
| 1900  | 392       |
| 1910  | 465       |
| 1921  | 514       |
| 1930  | 546       |
| 1940  | 515       |
| 1950  | 689       |
| 1960  | 896       |
| 1970  | 1 163     |
| 1980  | 1 499     |
| 1990  | 1 324     |
| 2000  | 1 149     |
| 2010  | 1 125     |
| 2020  | 1 026     |